# Hermann Grimmeiss
Hermann Grimmeiss, född 19 augusti 1930, är en tysk-svensk fysiker.
Grimmeiss blev 1965 den första professorn i fasta tillståndets fysik vid fysiska institutionen på Lunds universitet, och han fortsatte vara det fram tills sin pension 1996. Han doktorerade vid Münchens universitet och arbetade därefter hos Philips i Eindhoven innan han blev rekryterad till Lunds universitet. Han blev en viktig del av avdelningens uppbyggnad och riktade in forskningen på bland annat elektriska och fotoelektriska studier av defekter i halvledarmaterial. Han blev ledamot av Ingenjörsvetenskapsakademien 1977 och ledamot av Kungl. Vetenskapsakademien 1978, och 1980 blev han utländsk ledamot av Finska Vetenskaps-Societeten.